# Seth Fisher

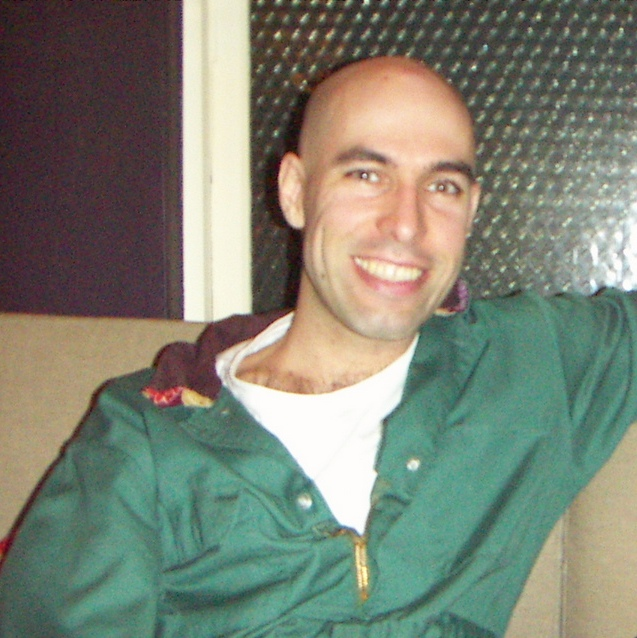
Seth Fisher (2005)

Seth Fisher (* 22. Juli 1972; † 30. Januar 2006 in Nagoya (?), Japan) war ein US-amerikanischer Comiczeichner und Spieledesigner.

## Leben
Fisher graduierte 1994 in Mathematik am Colorado College. Kurz nach seinem Studium zog er nach Japan, war zunächst als Lehrer tätig und heiratete die Japanerin Hisako.
Seth Fisher gestaltete in seiner kurzen Karriere Comics für mehrere Verlage. Seine bedeutendsten Arbeiten zeichnete er für Vertigo Comics (Happydale: Devils in the Desert, Vertigo Pop Tokyo, Hefte 1–4) und den DC-Verlag. Hier gestaltete er die Miniserien Green Lantern: Willworld, Flash: Time Flies sowie die Hefte Doom Patrol (13 & 14) und Batman LotDK: Snow (1–5). Für die Presto Studios entwarf er das Konzept-Design für das Spiel Myst III. Weiterhin gestaltete er Plattencover und veröffentlichte Bilder.
Fisher lebte mit seiner Frau Hisako und seinen beiden Söhnen in Japan. Hier starb er 33-jährig bei einem Unfall.